# Heike Axmann
Heike Axmann, född Dombrowski den 4 december 1968 i Wismar i Östtyskland, är en tysk före detta handbollsspelare. Hon spelade som mittsexa.

## Spelarkarriär
1979 började Heike som då hette Dombrowski spela handboll i TSG Wismar. När Heike Axmann var 15 år började hon spela för SC Empor Rostock och var kvar i klubben till 1990. Med klubben blev hon östtysk mästare 1989 och van östtyska cupen 1988 och 1989. 1989 blev hon utsedd till Årets handbollsspelare i Östtyskland. 1990 började hon spela för Buxtehuder SV och spelade kvar till 1996.Hon började sin karriär i landslaget i Östtyskland. Heike Axmann spelade 114 landskamper för de tyska landslaget, därav 60 för Östtyskland och 54 för Tyskland. Hon antecknades för 259 mål. Hennes största merit var då hon vann  världsmästerskapet i handboll för damer 1993. 1994 var hon med och vann ett silver vid första EM i handboll som spelades ii Tyskland.

## Tränare
Axmann tränade efter sin spelarkarriär Buxtehuder SV under nästan tre år 2004 till 2007. Hon blev sedan ungdomstränare. Från 2014 arbetade hon som assisterande tränare för damernas A-ungdomar i Buxtehuder SV.  2016 tog hon över som huvudtränare  för A-ungdomen samt tränaruppdraget för 2:a damlaget. Efter säsongen 2020/21 sa hon upp sig från båda tränarposterna.  Hon arbetade sedan som assisterande tränare på HL Buchholz 08-Rosengarten fram till slutet av säsongen 2022/2023.